# Federazione olandese di bridge
La Federazione olandese di bridge (in olandese: Nederlandse Bridge Bond), nota anche come NBB, è un organismo nazionale di bridge, situata nei Paesi Bassi, con sede principale ad Utrecht. È stata fondata nel 1931 a Lucardie. È la seconda federazione più grande dopo l'ACBL. Nel 1980 contava 40.000 membri e nel 2000 ben 115.000. Il presidente è Jons van de Mars e la vicepresidente è Adry Janmaat-Uijtewaal, eletta nel 2010. Il tesoriere della federazione è Rob van Leeuwen.

## Bridgemate
Tra il 2000 e il 2005, l'olandese Ron Bouwman, sponsorizzato dalla Federazione olandese di bridge,ha sviluppato Bridgemate, un bridge per controllare i punteggi. Il primo modello può essere utilizzato se connesso via cavo con il PC, mentre il suo successore, Bridgemate II, usa una connessione Wi-Fi.